# Zaïrianisation

Drapeau du Zaïre de 1971 à 1997.

La zaïrianisation (appelée aussi « zaïrisation ») est un mouvement politique lancé en 1974 par Mobutu Sese Seko en République du Zaïre (actuelle République démocratique du Congo). Il consistait à revenir à une « authenticité » africaine des toponymes et des patronymes, en supprimant tout ce qui était à consonance occidentale.

## Principes de la zaïrianisation

### Prémices

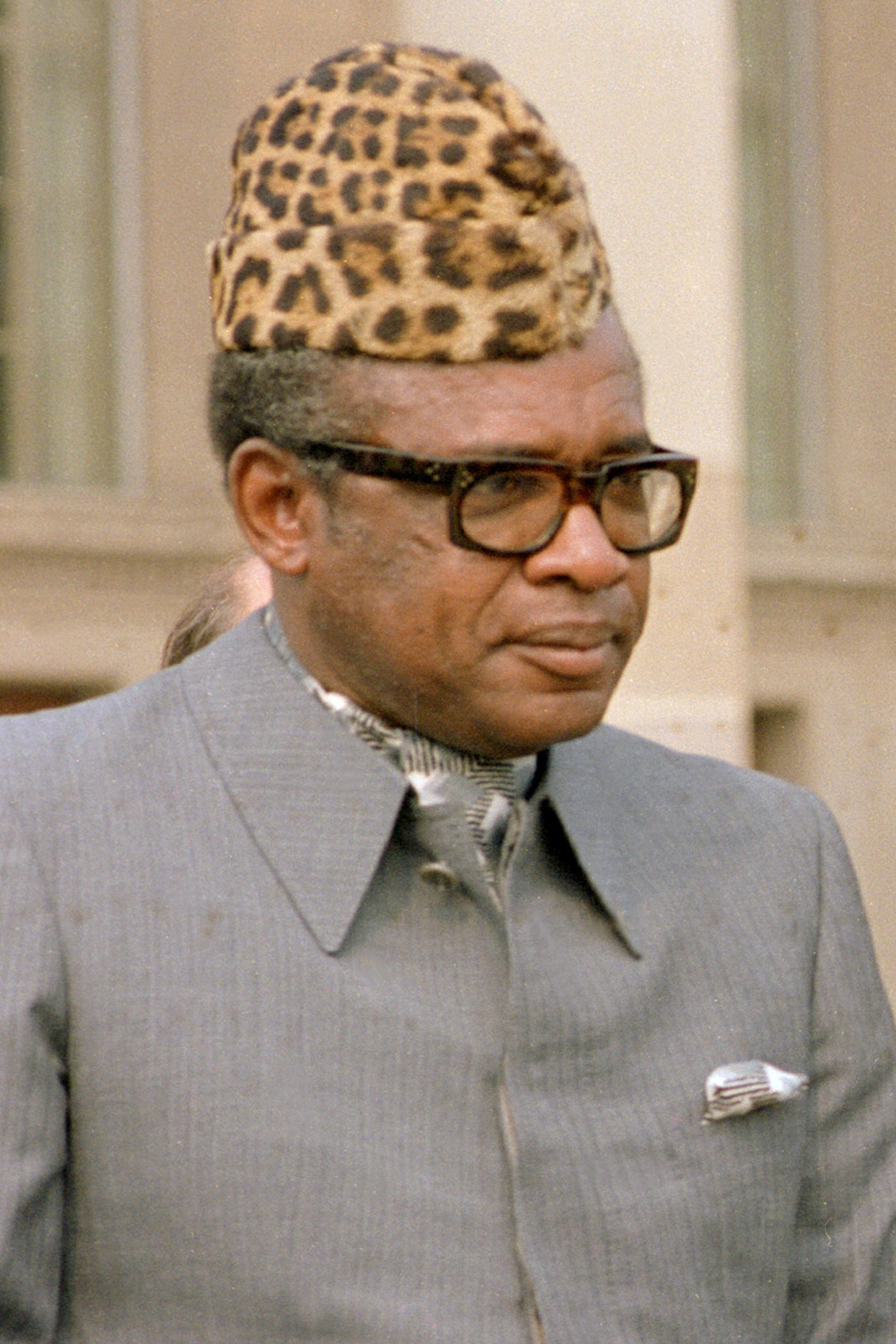
Mobutu en abacost et toque en léopard en 1983.

En 1967, le franc congolais est remplacé par une nouvelle monnaie : le zaïre, divisé en 100 makuta (singulier likuta). De nombreuses villes sont rebaptisées, comme Léopoldville devenue Kinshasa. Les monuments coloniaux sont détruits.
Le 27 octobre 1971, le président Mobutu annonce le « recours à l’authenticité », une série de mesures pour se détacher de tout ce qui peut rappeler l'Occident et sa domination.
Le pays est renommé « République du Zaïre ». Le maréchal Joseph-Désiré Mobutu devint Mobutu Sese Seko Kuku Ngbendu wa Zabanga et oblige tous ses concitoyens à adopter des noms africains (suppression des prénoms chrétiens et occidentaux et ajout d'un « postnom »). Une version zaïroise du costume occidental est promulguée, l'abacost (abréviation de « à bas le costume »).

### Zaïrianisation
Réalisée en novembre 1973, la « zaïrianisation » a constitué l'un des événements les plus importants de la politique menée par le régime mobutiste, à savoir la nationalisation progressive des biens commerciaux et des propriétés foncières qui appartenaient à des ressortissants ou groupes financiers étrangers. En fait, il s'agissait de la procédure d'expropriation. Et pour avoir une adhésion de masse de son peuple à ce projet, Mobutu annonça à la population que celle-ci était sans contrepartie financière, appelée aussi « confiscation ». Cette compensation financière à l'égard des différents propriétaires étrangers a constitué une part importante de la dette de l'État. En réalité, si cette mesure s'inscrivait officiellement dans un effort visant à la réappropriation nationale de l'économie ainsi qu'à la redistribution des richesses acquises pendant la colonisation, elle a constitué surtout un échec ; des mesures de rétrocession durent être prises pour enrayer le désastre économique,.
En juillet 2021, les victimes de ces mesures furent invitées à se faire indemniser.

### Structures économiques
Après la crise congolaise, Mobutu, nouveau chef d'État, s’est engagé à regagner la confiance des milieux d’affaires étrangers. En 1966, les puissantes industries minières du Kasaï et du Katanga ont été nationalisées. C'est alors l’âge d’or du Zaïre, maintenant indépendant : en 1967, 1 Zaïre vaut alors 2 dollars américains, les écoles publiques se développent et l’exode rural s’accélère ; les prix du café, du cuivre ou d’autres minerais sont florissants mais l’économie du pays est encore, comme à l’époque coloniale, trop tournée vers l’exportation et donc fragile.
À partir de 1973, le pays est touché par une crise économique aiguë, due à la baisse des prix du cuivre et à l’augmentation de ceux du pétrole. La corruption se généralise et l'inflation devient galopante, tandis que Mobutu privatise de nombreuses entreprises à son nom ou au nom de ses proches (zaïrianisation). Le pays produit d’importantes quantités de café pour l’exportation mais ne couvre pas ses besoins alimentaires, Mobutu fait importer des céréales et de la viande d’Afrique du Sud et de Rhodésie (deux régimes ségrégationnistes) au lieu de moderniser l’agriculture du pays qui, vu son climat, pourrait facilement subvenir à ses besoins.

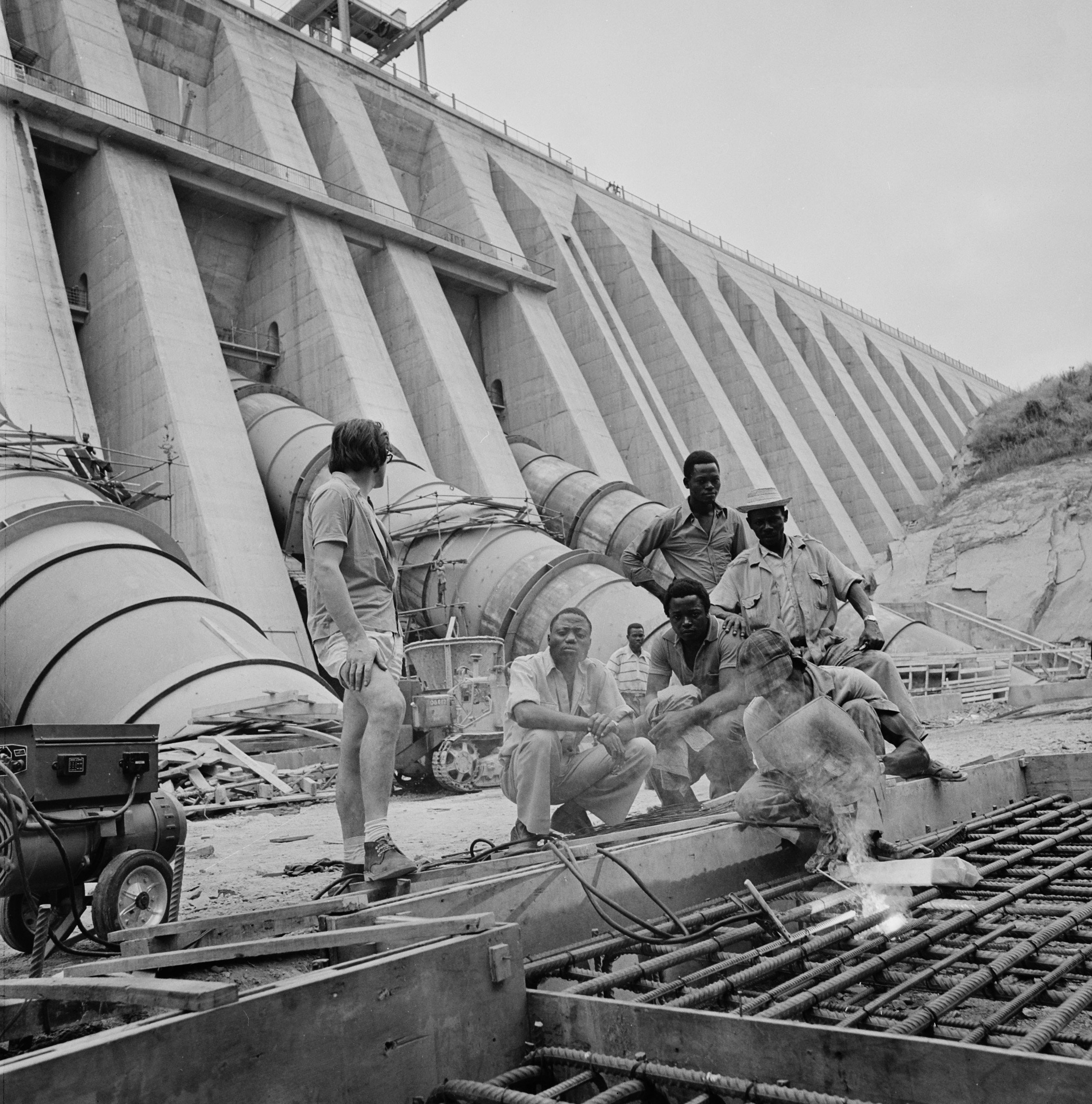
Des ouvriers sur le barrage d'Inga en 1973.

De manière générale, les nouveaux propriétaires de biens économiques et financiers n'étaient pas suffisamment préparés pour assurer une gestion de moyen et de long terme de l'outil de production ; d'autres étaient malhonnêtes. Ceux qui n’ont pas fait faillite ont placé d’immenses investissements en Occident. Mobutu détourne les devises d’État de telle façon qu'en 1984, il est un des hommes les plus riches de la planète avec 4 milliards de dollars, l’équivalent de la dette extérieure du pays. La dette s’accroît encore plus avec la construction pharaonique du barrage hydroélectrique d’Inga, chantier légué par la Belgique coloniale et dont le Zaïre n’avait pas besoin. Si le barrage d’Inga a rapporté de l’argent aux entreprises françaises (EDF) ou italiennes, celui-ci, tout comme l'aciérie de Maluku, a vite été abîmé,. Cette politique nationaliste du régime eut aussi pour conséquence de freiner les investissements étrangers au Zaïre, favorisant in fine une forme de monopole d'entrée de capitaux étrangers dans le chef des différents fonds de coopération au développement.
La dictature, les persécutions et la paupérisation font fuir les cerveaux en Occident (Belgique et France en tête).

### Structures politiques
La mise à disposition de fonds commerciaux et de patrimoines économiques a également constitué un relais du clientélisme entretenu par le pouvoir. Le clan entourant le chef de l'État a ainsi pu bénéficier des fruits de la politique de nationalisation, tout comme ceux qui dans les différentes régions du pays, faisaient allégeance au régime en échange d'un commerce ou d'une propriété foncière. De nombreux pays occidentaux ont signé des conventions avec le Zaïre afin de procéder à l'indemnisation des parties spoliées, mais dans la très grande majorité des cas, ces accords n'ont jamais été appliqués.

## Noms zaïrianisés

### Villes
| Nom colonial       | Nom actuel    |
| ------------------ | ------------- |
| Aketi Port-Chaltin | Aketi         |
| Alberta            | Ebonda        |
| Albertville        | Kalemie       |
| Bakwanga           | Mbuji-Mayi    |
| Banningville       | Bandundu      |
| Banzyville         | Mobayi-Mbongo |
| Baudoinville       | Moba          |
| Brabanta           | Mapangu       |
| Bomokandi          | Bambili       |
| Cattier            | Lufu-Toto     |
| Charlesville       | Djokupunda    |
| Cocquilhatville    | Mbandaka      |
| Costermansville    | Bukavu        |
| Élisabetha         | Lukutu        |
| Élisabethville     | Lubumbashi    |
| Flandria           | Boteka        |
| Jadotville         | Likasi        |
| Kalina             | Gombe         |
| Kilomines          | Bambumines    |

| Nom colonial    | Nom actuel    |
| --------------- | ------------- |
| Léopoldville    | Kinshasa      |
| Leverville      | Lusanga       |
| Luluabourg      | Kananga       |
| Mérode          | Tshilundu     |
| Moerbeke        | Kwilu-Ngongo  |
| Mont Stanley    | Mont Ngaliema |
| Nouvelle-Anvers | Makanza       |
| Paulis          | Isiro         |
| Ponthierville   | Ubundu        |
| Port Francqui   | Ilebo         |
| Renkin          | Matonge       |
| Saint-Jean      | Lingwala      |
| Stanley         | Makiso        |
| Stanley Pool    | Pool Malebo   |
| Sentery         | Lubao         |
| Stanleyville    | Kisangani     |
| Thysville       | Mbanza-Ngungu |
| Vista           | Nsia Mfumu    |
| Wolter          | Luila         |
| Dendale         | Kasa-Vubu     |

### Prénoms
Les prénoms occidentaux, tels Maurice ou Anne-Marie sont supprimés et les nouveaux Zaïrois sont incités à ajouter un postnom à leur nom de famille. Une conséquence indirecte de cette suppression de prénom est la présence en Europe d'ex-Congolais n'ayant pas de prénom sur leur carte d'identité,.